# Chaetodontoplus vanderloosi
Chaetodontoplus vanderloosi là một loài cá biển thuộc chi Chaetodontoplus trong họ Cá bướm gai. Loài này được mô tả lần đầu tiên vào năm 2004.

## Từ nguyên
Từ định danh của loài được đặt theo tên của Robert Vanderloos, người đã thu thập mẫu gốc của loài này.

## Phạm vi phân bố và môi trường sống
C. vanderloosi là một loài đặc hữu của Papua New Guinea. Loài này hiện được biết đến ở vịnh Milne, phạm vi cụ thể trải dài từ đảo Samarai và đảo Basilaki. Vùng biển ở khu vực này có nhiệt độ khoảng 22–24oC, mát hơn so với khu vực lân cận. Chúng được tìm thấy gần các rạn san hô trên nền đáy đá, độ sâu trong khoảng từ 6 đến ít nhất là 9 m.

## Loài nguy cấp
C. vanderloosi có phạm vi phân bố nhỏ hẹp, hơn nữa lại chỉ sống ở vùng nước mát. Nhiệt độ môi trường tăng cao ở các dòng hải lưu chảy qua vùng biển này có ảnh hưởng đáng kể đối với quần thể C. vanderloosi. Trong hơn 25 năm qua, đã có sự suy giảm rõ rệt về số lượng cá thể C. vanderloosi trưởng thành. Vì thế, C. vanderloosi được xếp vào danh sách Loài nguy cấp.

## Mô tả
C. vanderloosi có chiều dài cơ thể tối đa được biết đến là 12,5 cm. C. vanderloosi trưởng thành có màu đen; đầu và một phần thân trước màu xám nhạt. Đầu có một vệt vàng từ gáy kéo dài xuống trước mắt, lốm đốm các vệt xanh lam. Vây hậu môn, vây lưng và vây đuôi có màu đen như thân, được viền màu vàng tươi ở rìa sau. Cá con có màu đen với một vệt vàng từ cằm băng ngược lên giữa gáy; một dải sọc vàng từ trước vây lưng băng qua gốc vây ngực xuống đến vây bụng và một dải vàng ở rìa vây lưng. Đuôi màu vàng với dải đen ở cận rìa.
Số gai vây lưng: 13; Số tia vây ở vây lưng: 17; Số gai vây hậu môn: 3; Số tia vây ở vây hậu môn: 17; Số gai vây bụng: 1; Số tia vây ở vây bụng: 5; Số tia vây ở vây ngực: 16–17.

### Trích dẫn
- "Chaetodontoplus vanderloosi, A new species of angelfish (Pomacanthidae) from Papua New Guinea" (PDF). aqua, Journal of Ichthyology and Aquatic Biology. Quyển 8 số 1. 2004. tr. 23–30. {{Chú thích tạp chí}}: Đã bỏ qua tham số không rõ |authors= (trợ giúp)